# Nigma linsdalei
Nigma linsdalei là một loài nhện trong họ Dictynidae.
Loài này thuộc chi Nigma. Nigma linsdalei được Ralph Vary Chamberlin & Willis J. Gertsch miêu tả năm 1958.